# Liste des communes de Lubumbashi
La ville de Lubumbashi en République démocratique du Congo compte sept communes pour une superficie totale de 747 km2.

## Communes urbaines
- Kamalondo
  - Kitumaini
  - Njanja

- Kampemba
  - Bel-Air I
  - Bel-Air II
  - Bongonga
  - Quartier Industriel
  - Kafubu
  - Kampemba
  - Kigoma
  - Hewa-Bora
  - Megastore

- Katuba
  - Bukama
  - Kaponda
  - Kinyama
  - Kimilolo
  - Kisale
  - Lufira
  - Musumba
  - Mwana Shaba
  - Nsele
  - Upemba

- Kenya
  - Lualaba
  - Luapula
  - Luvua

- Lubumbashi
  - Gambela 1
  - Gambela 2
  - Kalubwe
  - Kiwele
  - Lido-Golf
  - Lumumba
  - Makutano
  - Mampala
  - Baudoin
  - Makomeno
  - Golf-Tshiamalale
  - Golf-Malela
  - Golf-Plateau
  - Golf-Faustin

- Rwashi
  - Bendera
  - Kalukuluku
  - Matoleo
  - Shindaika
  - Congo
  - Radem

## Commune urbano-rurale
- Annexe
  - Kalebuka
  - Kasapa
  - Kasungami
  - Kimbembe
  - Kisanga
  - Luwowoshi
  - Munua
  - Naviundu
  - Kilobelobe
  - Kamisepe
  - Joli-site
  - Munama
  - Kashamata
  - Kasamba
  - Kanyaka
  - Katwatwa
  - Makwatsha
  - Kafubu village
  - Kamasaka
  - Zambia
  - Centre de recherche agroalimentaire (CRAA)